# Lavender Bay, New South Wales
Lanvender Bay este o suburbie în Sydney, Australia.